# HD 208487
Itonda eller HD 208487 är en ensam stjärna belägen i den norra delen av stjärnbilden Tranan. Den har en skenbar magnitud av ca 7,47 och kräver åtminstone en stark handkikare eller ett mindre teleskop för att kunna observeras. Baserat på parallax enligt Gaia Data Release 2 på ca 22,1 mas, beräknas den befinna sig på ett avstånd på ca 147 ljusår (ca 45 parsek) från solen. Den rör sig bort från solen med en heliocentrisk radialhastighet på ca 6 km/s.

## Nomenklatur
HD 208487 fick på förslag av  av Gabon namnet Itonda i NameExoWorlds-kampanjen som 2019 anordnades av International Astronomical Union. Itonda är ordet för ”allt som är vackert” på Myene-språket.

## Egenskaper
HD 208487 är en gul till vit stjärna i huvudserien av spektralklass G2 V. Den har en massa som är ca 0,95 solmassor, en radie som är ca 1,3 solradier och har ca 1,9 gånger solens utstrålning av energi från dess fotosfär vid en effektiv temperatur av ca 5 900 K.

## Planetssystem
Det finns en känd exoplanet som kretsar kring HD 208487, benämnd HD 208487 b. Den har en massa som är minst en halv Jupitermassa och rör sig i en excentrisk bana med en omloppsperiod av 130 dygn.
Upptäckten av en andra planet i konstellationen tillkännagavs i september 2005 av P.C. Gregory. Upptäckten gjordes med Bayesiansk analys av data för radiell hastighet för att bestämma de planetariska parametrarna. Ytterligare analys visade emellertid att en alternativ tvåplanetslösning för HD 208487 var möjlig, med en planet i en 28-dygns omloppsbana i stället för den 908-dygns omloppsbanan som antagits, och av detta drogs slutsatsen att aktivitet på stjärnan är mer sannolikt orsak till överskottet för enplanetslösningen än närvaron av en andra planet.
| Planet | Massa             | Halv storaxel (AE) | Siderisk omloppstid (d) | Excentricitet | Inklination | Radie |
| ------ | ----------------- | ------------------ | ----------------------- | ------------- | ----------- | ----- |
| b      | ≥0,520 ± 0,082 MJ | 0,51 ± 0,02        | >130,8 ± 0,51           | 0,24 ± 0,16   | -           | -     |